# Organisation Todt

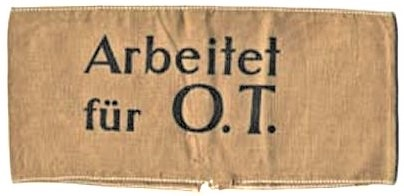
Armbindel för arbetare i Organisation Todt

Organisation Todt, OT, var en militärt ordnad bygg- och ingenjörsorganisation i Nazityskland, grundad 1938 av Fritz Todt. Organisation Todt byggde bl.a. Atlantvallen samt en rad motorvägar. Reparation av krigsskadade järnvägar, broar och vägar var också en huvudverksamhet. När verksamheten var som störst sysselsatte OT mer än 1,5 miljoner arbetare, av vilka många var tvångsarbetare. Dessutom användes koncentrationslägerfångar och krigsfångar.

## Översikt över OT och dess verksamhet 1938-1945
Organisation Todt (OT) var inte en nazistisk partiorganisation utan en riksmyndighet. OT var en paramilitär myndighet där den tyska personalen och en del utländska frivilliga var beväpnade. Dessa hade även svurit samma trohetsed till Hitler som krävdes av Wehrmacht. Till sin funktion var OT Wehrmachts byggnadsorganisation, som fanns i hela det ockuperade och med Tyskland förbundna Europa. Grundare och förste chefen för OT var Fritz Todt, efter hans död rustningsministern Albert Speer. Som chef för OT var han direkt underställd Hitler. OT:s centrala ledning (Amt Bau-OT) hade sitt säte i Berlin och leddes av en generaldirektör direkt under Speer.
OT:s grundprincip var samarbetet mellan den tyska byggnadsindustrin och den tyska staten. Byggnadsindustrin stod, genom enskilda byggföretag med personal och utrustning, för den tekniska delen av OT. Staten stod för arbetskraft och materiel. Principen utarbetades av Fritz Todt för att genomföra bygget av Västvallen 1938. Chefen för ett OT-företag hade dubbla uppgifter, som en entreprenör tog han ansvar för sitt företags intressen, som en avlönad OT-tjänsteman tog han ansvar för statens intressen.
När verksamheten var som störst (1942-1943) sysselsatte OT mer än 1,5 miljoner arbetare. Den tyska personalen i OT var aldrig fler än 350 000 personer. Vid tiden för invasionen av Normandie hade den minskat till 200 000 på grund av Wehrmachts och krigsindustrins krav. Strax före krigsslutet uppgick de till 75 000 personer. Det fanns ett regelverk som föreskrev att i etappområdet fick den tyska personalen inte vara färre än 10 % av den utländska och närmare fronten inte färre än 25 %.
OT var organiserat i Einsatzgruppen på armégruppsnivå och Einsatze på fältarménivå. OT använde sig av två typer av byggnadsprojekt: mobila projekt och stationära projekt. En Oberbauleitung var ansvarig för varje stationärt projekt. Mot krigsslutet blev OT efterhand allt mer mobilt organiserat. OT:s mest framskjutna enhet kallades OT-Front men var inte verksam i frontområdet utan omedelbart bakom detta. Transporterna för OT genomfördes av olika organisationer tillhöriga Nationalsozialistisches Kraftfahrkorps.

## Organisation

### Lednings- och projektorganisation
- Amt Bau-OT - central ledning
- Einsatsgruppe - ledning på armékårsnivå
- Einsatz - ledning på fältarménivå
- Oberbauleitung - projektledning för stationära projekt
- Bauleitung - ledning av underprojekt
- Abschnittsbauleitung - lokal ledning
- Baustelle - byggplats

Källa:

### Typer av OT-enheter
Vid tiden strax före den allierade landstigningen vid Normandie, när OT arbetade på Atlantvallen, fanns det följande typer av enheter inom OT i Frankrike.
- Fästningsenheter för kustfästningar, hamnar och kraftförsörjning. Direkt underställda fästningskommendanten.
- Mobila enheter i stridszonen vilka skulle samarbeta med arméns ingenjörstrupper och var underlagda arméns taktiska ledning. Till de mobila enheterna hörde enheter för brobyggnad, ammunitionsröjning, fordonsreparationer, ammunitionshantering, järnvägsbyggnad samt allmän byggverksamhet.
- Enheter i etappområdet. Till dessa hörde enheter för järnvägsbyggande, allmän byggverksamhet, kraftförsörjning och bevakning.
- Enheter för Luftwaffes byggnadsverksamhet. Dit hörde enheter för fordonsreparationer, brobyggnad och allmän byggverksamhet.
- Underhållsenheter i stridszonen bestod enbart av tysk personal och bildade beväpnade enheter anslutna till divisions- och arméunderhållsförband.
- Arbetsenheter i etappområdet bestod av "pålitlig" utländsk personal som tjänstgjorde i obeväpnade enheter. Tysk ledningspersonal skulle dock vara beväpnad med handvapen. Dessa enheter stod till arméunderhållschefens förfogande för byggnadsarbete vid underhållsbaser.
- Transportenheter från Nationalsozialistisches Kraftfahrkorps.

Källa:

## Verksamhet i Skandinavien

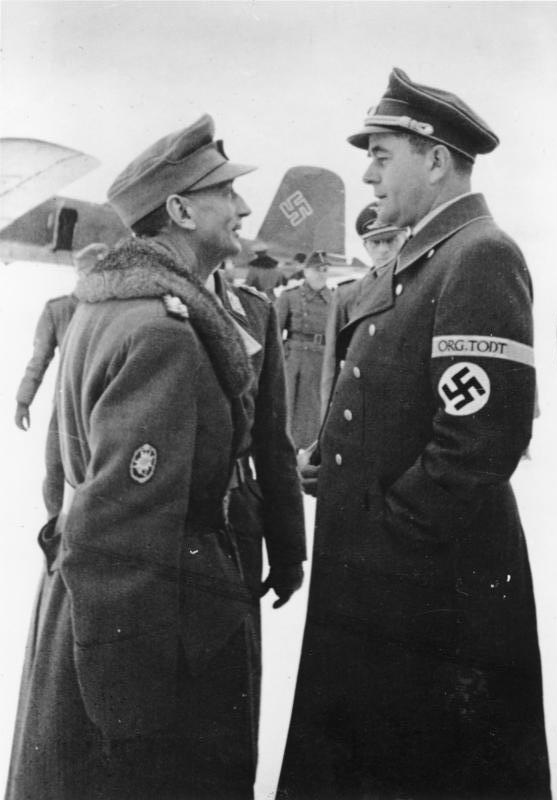
Rustningsministern Albert Speer i samtal med generalöverste Eduard Dietl någonstans i norra Norge 1944.

En särskild Einsatzgruppe Wiking för Norge, Danmark och norra Finland, med stab i Oslo grundades på sommaren 1942. Wehrmacht använde i Norge och Danmark egna fältarbetsförband i större utsträckning än i andra områden.

### Organisation
Under Einsatzgruppe Wiking i Oslo fanns följande organisation:
- Einsatz Polarbereich, Rovaniemi
  - Oberbauleitung Kirkenes
    - Bauleitung Kirkenes, Vadsö, Limhammar i Petsamoområdet

  - Oberbauleitung Alta
    - Bauleitung Hammerfest, Repparfjord, Lakselv, Honningsvåg

  - Oberbauleitung, Kirkenes
- Einsatz Nordnorwegen, Tromsø
  - Bauleitung Tromsø, Nordreisa
  - Oberbauleitung Narvik I
    - Bauleitung Harstad, Engelöy

  - Oberbauleitung Narvik II
    - Bauleitung Mörsvik, Kråkmoen, Tömmernes, Drag, Kaldvik, Lagmannsvik

  - Oberbauleitung Fauske
    - Bauleitung Rösvik, Engan

  - Oberbauleitung Fauske
    - Bauleitung Rösvik, Engan

  - Oberbauleitung Nordlandbahn
    - Bauleitung Naevernes, Rognan
- Einsatz Mittelnorwegen, Trondheim
  - Oberbauleitung Mo i Rana
    - Bauleitung Bodö, Sandnesjoen

  - Oberbauleitung Trondheim
    - Bauleitung Trondheim, Namsos

  - Oberbauleitung Åndalsnses
    - Bauleitung Gossen, Ålesund, Kristiansund

  - Oberbauleitung Mo i Rana
    - Bauleitung Bodö, Sandnesjoen

  - Oberbauleitung Kristiansand
    - Bauleitung Kristiansand, Vara, Lista, Stavanger
- Einsatz Oslo, Oslo
  - Oberbauleitung Bergen
    - Bauleitung Bergen, Målöy, Sognefjord, Bergen-Nord, Bergen-Süd, Haugesund, Fjell

  - Oberbauleitung Tønsberg
    - Bauleitung Bodö, Sandnesjoen
- Einsatz Dänemark, Köpenhamn
  - Bauleitung Hjörring, Thistedt, Holstebro, Esbjerg, Struer

Källa:.

### Större projekt
I Norge byggde OT riksväg 1, som förband södra och norra Norge, från Nordlands fylke genom Karasjok till Rovaniemi i Finland. I Finland ansvarade OT för utvinning av nickel i Petsamoområdet. Under åren 1943-1944 var OT:s verksamhet som mest omfattande i Norge. Man sysselsatte då omkring 50 000 arbetare. Det är en av de största verksamheterna i Norge någonsin.

### Organisation Todts arkiv i Norge
Arkivmaterialet från Organisation Todt i Norge finns i det norska riksarkivet. 
Materialet utgörs av 440 hyllmeter dokument. Arkivförteckningen är på 670 sidor. Det är oklart om arkivet är komplett eller om material saknas.

### Gradbeteckningar på armen för arbetare och förmän 1943-1945

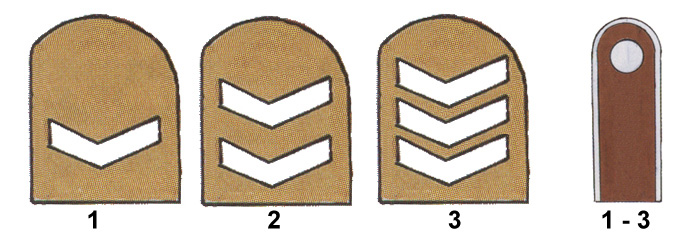
Vorarbeiter (1) Meister (2) Obermeister (3)

### Gradbeteckningar på kragspeglar 1943-1945

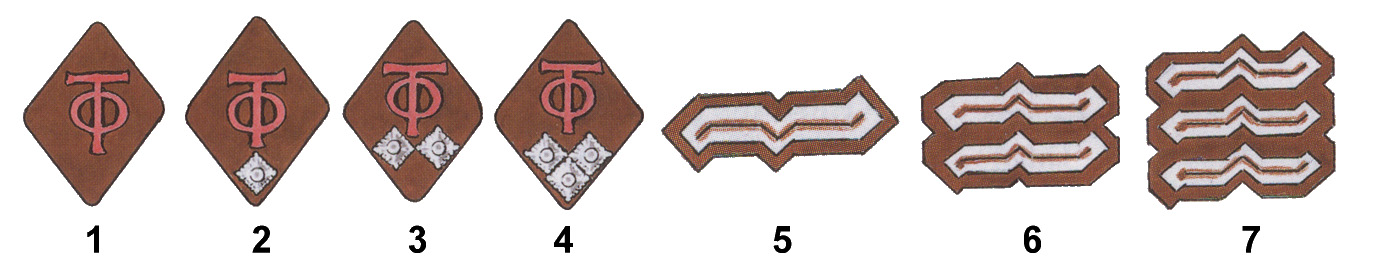
(1) Arbetare och förmän (2) Truppführer (3) Obertruppführer (4) Haupttruppführer (5) Frontführer/Bauführer (6) Oberfrontführer/Oberbauführer (7) Hauptfrontführer/Hauptbauführer

## Grader och gradbeteckningar

### Grader
| OT-lönegrad | Teknisk tjänst och transporttjänst     | Förvaltnings- och ledningstjänst       | Sjukvårdstjänst                                       |
| ----------- | -------------------------------------- | -------------------------------------- | ----------------------------------------------------- |
| 16          | OT-Arbeiter                            | OT-Arbeiter                            | OT-Sanitäter                                          |
| 15          | OT-Stammarbeiter                       | -                                      | -                                                     |
| 14          | OT-Vorarbeiter                         | OT-Vorarbeiter                         | OT-Stammsanitäter                                     |
| 13          | OT-Meister                             | OT-Meister                             | OT-Obersanitäter                                      |
| 12          | OT-Obermeister OT-Truppführer          | OT-Obermeister OT-Truppführer          | OT-Hauptsanitäter OT-Sanitätstruppführer              |
| 11          | OT-Obertruppführer OT-Haupttruppführer | OT-Obertruppführer OT-Haupttruppführer | OT-Sanitätsobertruppfüher OT-Sanitätshaupttruppführer |
| 10          | OT-Bauführer                           | OT-Frontführer                         | OT-Arzt                                               |
| 9           | OT-Oberbauführer                       | OT-Oberfrontführer                     | OT-Oberarzt                                           |
| 8           | OT-Hauptbauführer                      | OT-Hauptfrontführer                    | OT-Stabsarzt                                          |
| 7           | OT-Bauleiter                           | OT-Stabsfrontführer                    | OT-Oberstabsarzt                                      |
| 6           | OT-Oberbauleiter                       | OT-Oberstabsfrontführer                | OT-Oberfeldarzt                                       |
| 5           | OT-Hauptbauleiter                      | OT-Oberstfrontführer                   | OT-Oberstarzt                                         |
| 4           | OT-Einsatzleiter                       | OT-Einsatzleiter                       | -                                                     |
| 3           | OT-Einsatzgruppenleiter II             | -                                      | -                                                     |
| 2           | OT-Einsatzgruppenleiter I              | -                                      | -                                                     |

Källa: 